# Orrknipptjärnarna (Storsjö socken, Härjedalen, 697493-135174)
Orrknipptjärnarna är en sjö i Bergs kommun i Härjedalen och ingår i Ljungans huvudavrinningsområde. Sjön har en area på 0,114 kvadratkilometer och ligger 862,3 meter över havet.

## Delavrinningsområde
Orrknipptjärnarna ingår i det delavrinningsområde (697479-135073) som SMHI kallar för Mynnar i Ljungan. Medelhöjden är 824 meter över havet och ytan är 8,73 kvadratkilometer. Det finns inga avrinningsområden uppströms utan avrinningsområdet är högsta punkten. Småbodbäcken som avvattnar avrinningsområdet har biflödesordning 2, vilket innebär att vattnet flödar genom totalt 2 vattendrag innan det når havet efter 327 kilometer. Avrinningsområdet består mestadels av skog (72 procent) och kalfjäll (26 procent). Avrinningsområdet har 0,11 kvadratkilometer vattenytor vilket ger det en sjöprocent på 1,3 procent.